# Leucanthemopsis
Leucanthemopsis là một chi thực vật có hoa trong họ Cúc (Asteraceae).

## Loài
Chi Leucanthemopsis gồm các loài: